# Joaquín de Montes y Jovellar

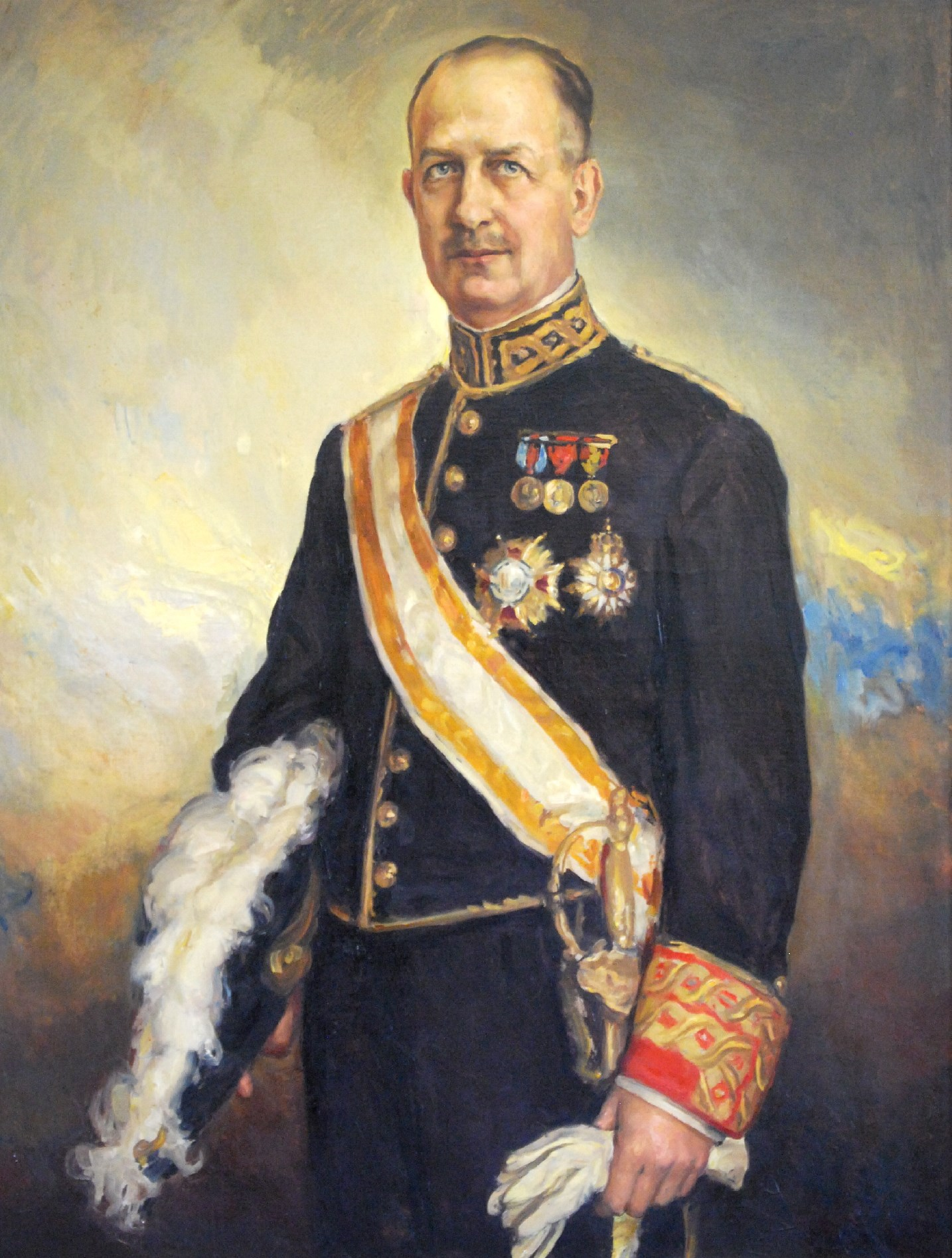
Joaquín de Montes y Jovellar

Joaquín de Montes y Jovellar (Madrid, 11 de septiembre de 1879-Madrid, 11 de noviembre de 1936) fue un abogado y político español, que llegó a ser ministro de Gracia y Justicia entre 1930 y 1931, durante la Dictablanda de Dámaso Berenguer. Murió al comienzo de la Guerra Civil, víctima de la represión republicana, asesinado en el transcurso de las Matanzas de Paracuellos.
Su ideología conservadora y el hecho de que participase en la fundación de un partido político que abogaba por una forma de gobierno diferente a la república, propició que integrantes del bando republicano lo detuviesen y ejecutasen por sus convicciones ideológicas.

## Biografía
Hijo de Nicasio de Montes y Sierra, quien había llegado a ser general de división dentro del escalafón militar español, subsecretario del Ministerio de la Guerra y senador vitalicio, y de Corina Jovellar y Cardona, se licenció en Derecho y afilió al Partido Conservador de Antonio Maura durante su juventud. Tras desempeñarse como Juez Municipal suplente de Madrid, y posteriormente como abogado, decidió presentarse a los comicios celebrados el 10 de septiembre de 1905, resultando electo diputado a Cortes por el distrito de Alhama (Granada).

### Actividad como diputado
Tras ser electo en las elecciones generales de España de 1905, y ser proclamado diputado por el distrito de Alhama por la Junta Provincial de Granada después de haber obtenido 9458 votos de un total de 9622 emitidos (con un censo de 11 440 electores), pasó a ocupar su escaño en el Congreso de los Diputados dentro de la facción política del Partido Liberal-Conservador. Nuevamente resultaría electo en cada uno de los ocho comicios consecutivos que se celebraron entre 1905 y 1923, hasta la instauración de la dictadura de Primo de Rivera, lo que propició que Javier Tusell lo calificase como el «cacique imperecedero de Alhama».
Durante los años que se desempeñó como diputado, este participó en la Comisión de Actas (entre otras), así como también tuvo intervenciones en el hemiciclo que fueron elogiadas por la prensa del momento. Cuando en 1913 se produjo la escisión entre datistas y mauristas dentro del Partido Liberal-Conservador, a consecuencia de las ansias de saneamiento del sistema político de Maura, Joaquín no dudó en permanecer al lado de su amigo, convirtiéndose así en una de las pocas figuras destacadas que siguieron fieles al estadista mallorquín.
También desempeñó el cargo de concejal del Ayuntamiento de Madrid.

### Dictadura
Durante la dictadura de Primo de Rivera, en el Directorio militar del general Dámaso Berenguer, ocupó la cartera de Gobernación con carácter interino, por ausencia del titular, Enrique Marzo Balaguer, entre 18 y el 21 de junio, y el 20 y el 28 de septiembre de 1930. Culminó su carrera como ministro de Gracia y Justicia entre el 25 de noviembre de 1930 y el 18 de febrero de 1931, justo antes de la proclamación de la Segunda República Española. Entre el 9 y el 14 de febrero fue ministro interino Francisco Sánchez Baytón, por ausencia del titular.

### La República
Junto con otros políticos de la época, como Cambó, el duque de Maura o el marqués de Figueroa, fundó el 3 de marzo de 1931 el partido político Centro Constitucional, de corte monárquico y más moderado que los antiguos partidos de la Restauración.

### Asesinato
Poco después de estallar la Guerra Civil, el exministro fue detenido por los militantes del bando republicano por sus convicciones monárquicas, conservadoras y católicas, así como sus presuntas afinidades con personal del círculo militar, dado que su padre había sido general de división y subsecretario en el Ministerio de Guerra. Aún a pesar de las intercesiones de sus amigos, nadie pudo evitar que este fuese trasladado a la cárcel de Porlier de Madrid, convertida en checa, y que en una de las múltiples sacas perpetradas fuese fusilado, el 10 u 11 de noviembre de 1936 en Madrid, junto a su hijo (Nicasio de Montes-Jovellar).

## Reconocimientos
Entre otras condecoraciones, fue nombrado caballero gran cruz de la Orden de Nuestra Señora de la Concepción de Villaviciosa, del reino de Portugal.
| Predecesor: José Estrada y Estrada | Ministro de Gracia y Justicia 1930-1931 | Sucesor: Manuel García Prieto |